# ダン・ンドイ
ダン・ンドイ（フランス語: Dan Ndoye、2000年10月25日 - ）は、スイス・ニヨン出身のサッカー選手。プレミアリーグ・ノッティンガム・フォレスト所属。スイス代表。ポジションはFW。

## クラブ歴
地元のFCラ・コート・スポーツでサッカーを始めた。その後FCローザンヌ・スポルトのU-13チームに移籍した。15歳にしてU-18チームに昇格する才能を見せ、17歳でU-21チームに昇格した。2019年2月13日にプロ初出場を記録した。
2020年1月27日にリーグ・アンのOGCニースに移籍し、同シーズンの残りは引き続きローザンヌ・スポルトに期限付き移籍で残留する形となった。2020-21シーズンはニースに在籍した。
2021年8月31日にFCバーゼルに1シーズンの期限付き移籍をした。9月12日に移籍後初のリーグ出場を記録した。移籍後初得点は同月30日に行われたUEFAヨーロッパカンファレンスリーグ 2021-22 グループリーグのFCカイラト戦であった。リーグでは10月30日に初得点を記録した。その後、2022年2月4日に買取オプションを行使し、2026年夏までの契約で完全移籍した。
2023年8月14日、ボローニャFCに移籍した。
2025年7月31日、ノッティンガム・フォレストに5年契約で移籍した。

## 代表歴
代表は一貫してスイスを選択した。
年代別代表ではUEFA U-21欧州選手権2021に出場した。
A代表では2022年9月24日に行われたUEFAネーションズリーグ2022-23・リーグAのスペイン代表戦で初出場を記録した。A代表初ゴールは、UEFA EURO 2024のグループステージ最終節ドイツ代表戦で記録しており、1-1の引き分けに終わったが、スイスはベスト16進出を決めた試合だった。

## 私生活
父がセネガル人で、母がスイス人。

## タイトル

### クラブ
ローザンヌ
- スイス・チャレンジリーグ: 2019-20

ボローニャ
- コッパ・イタリア: 2024-25